# California and Carnegie Planet Search
Lick-Carnegie Exoplanet Survey (LCES) — совместный проект NASA и NSF (Национальный научный фонд) по поиску экзопланет. Для поиска используется телескоп Keck I в обсерватории В. М. Кека на Гавайях, США.

## История
Проект запущен в 1987 году в Государственном университете Сан-Франциско, инициаторами которых выступили Джеффри Марси (англ. Geoffrey Marcy) и Роберт Пол Батлер (англ. Robert Paul Butler). Для первых исследовании был использован телескоп обсерватории Лик (англ. Lick Observatory). В 2002 году проект стал лауреатом Премии памяти Карла Сагана (англ. Carl Sagan Memorial Award). Позднее проект был переименован в «California and Carnegie Planet Search» (CPS).

## Работа LCES
LCES фокусируется на прецизионном Допплеровском мониторинге более 1,330 близлежащих звезд, достигая измерений радиальной скорости с высокой точностью (2-3 м/с). Этот обширный обзор стал причиной открытия более 70 % известных экзопланет на 2010 год, раскрывая богатое разнообразие планетных систем.
Знаковым открытием в рамках обзора стала планета Глизе 581g, объявленная в сентябре 2010 года. Расположенная в обитаемой зоне своей звезды, эта экзопланета вызвала восторг из-за своей потенциальной способности поддерживать жидкую воду и, возможно, жизнь. В распоряжении обсерватории так же имеется спектрометр HIRES (High Resolution Echelle Spectrometer).